# بازده دارایی
بازده دارایی، (به انگلیسی: Return on Asset) یا بازده دارایی‌های یک شاخص، (مخفف انگلیسی: ROA) از چگونگی سودآوری شرکت، وابسته به کل دارایی‌های آن شرکت می‌باشد. بازده دارایی، یک ایده درباره مدیریت کارآمد، در رابطه با استفاده از دارایی‌ها، در جهت تولید سود (دارایی‌های مولد) به ما می‌دهد، که از طریق تقسیم سود سالیانه، به کل دارایی شرکت، محاسبه می‌شود.
بازده دارایی به صورت درصد بیان می‌شود و بعضی اوقات به بازده سرمایه‌گذاری نیز اشاره دارد.
بازده دارایی = سود خالص / میانگین کل دارایی‌ها
{\displaystyle \mathrm {ROA} ={\frac {\mbox{Net Income}}{\mbox{Average Total Assets}}}}